# Playism
Playism est une plate-forme de distribution numérique pour jeux PC exploitée par Active Gaming Media, lancée en mai 2011, elle vise à attirer des développeurs indépendants sur sa plate-forme en offrant des services tels que la localisation, le débogage, le marketing et la publication aux développeurs indépendants intéressés par la sortie de leurs jeux sur le marché étranger.

## Structure
Plutôt que d'utiliser un client distinct comme Steam, les utilisateurs téléchargent les jeux achetés directement à partir du site Web Playism. Ils ont également commencé à distribuer sur une variété de plates-formes, notamment Steam, GOG, Gamefly, PlayStation Store, Google Play et iOS. Ils ont également annoncé qu'ils prévoyaient d'apporter certains titres sur PlayStation.
Le site English Playism accepte actuellement PayPal comme mode de paiement.

## Histoire
En avril 2013, Playism a commencé un projet avec HAL College of Technology & Design à Osaka et à Nagoya. Le projet consiste à créer des jeux par des étudiants en équipes de quatre personnes sur une période de plusieurs mois. Les jeux seraient alors jugés par le personnel de Playism, Daisuke "Pixel" Amaya (Cave Story), Smoking Wolf (One Way Heroics) et les membres de Nigoro (La-Mulana). Les jeux les mieux notés ont ensuite été localisés par Playism et publiés sur la page de la boutique Playism pour pouvoir les acheter. Playism a été étroitement impliqué dans l'administration de l'événement de jeu BitSummit en mars 2013, en aidant à la fois à la traduction et à l'interprétation ainsi qu'à la logistique. En septembre 2013, Playism a collaboré avec Sony Computer Entertainment Japan Asia sur un événement appelé Indie Stream. Initialement planifié par les développeurs indépendants Nigoro et Nyamyam, l'Indie Stream a été conçu pour réunir des développeurs indépendants du Japon et de l'étranger pour se rencontrer et partager des informations. Il a été annoncé à l'Indie Stream que Playism aiderait les développeurs indépendants à publier leurs jeux sur PlayStation 4 et PlayStation Vita au Japon.